# Lengua panrománica

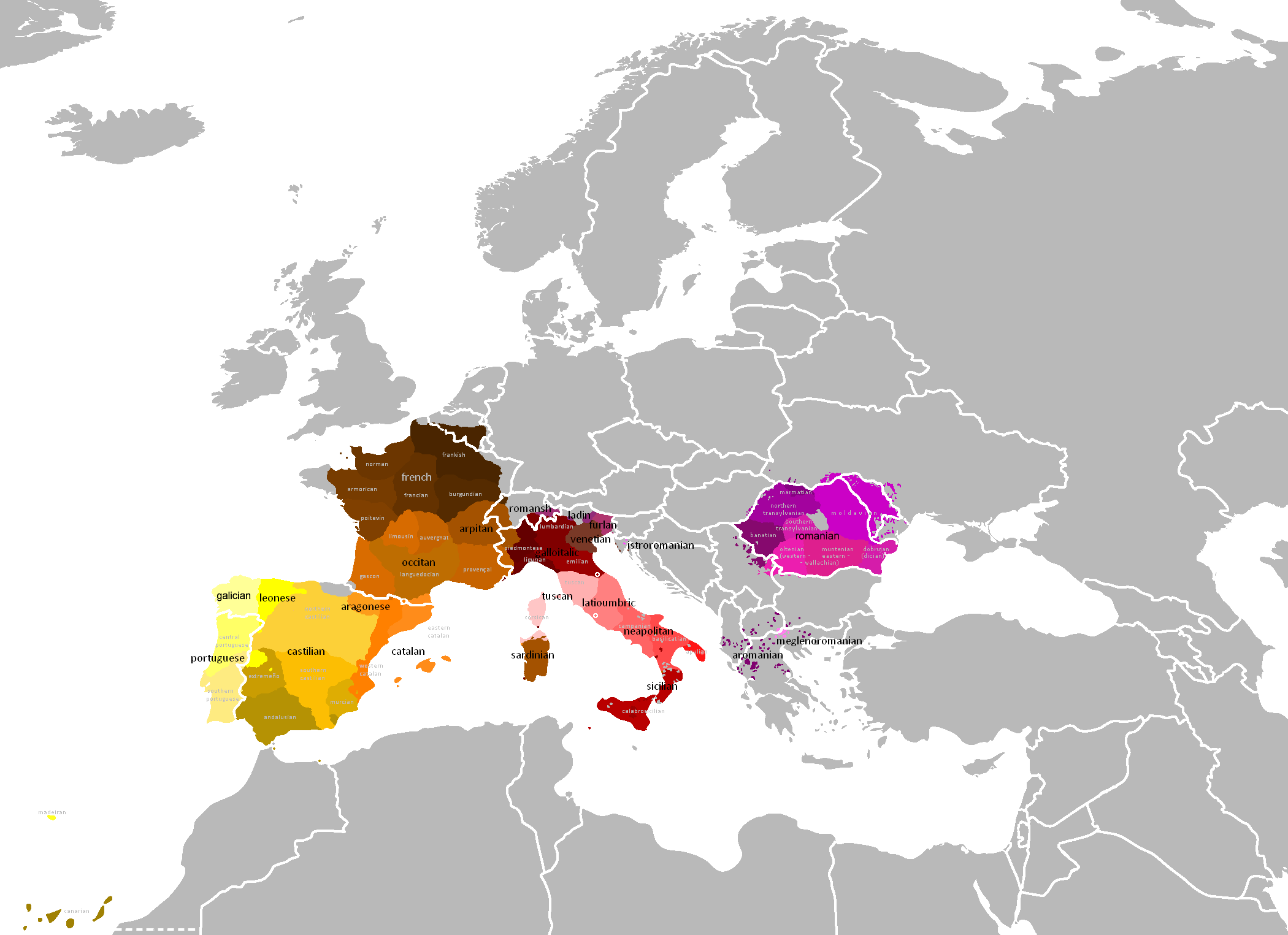
Lenguas románicas.

Una lengua panrománica o una interlengua románica es una variedad lingüística codificada que sintetiza la variación de las lenguas románicas y es representativa de estas en su conjunto. Se puede considerar como una propuesta de lengua estándar para toda la familia lingüística pero se considera generalmente una lengua construida zonal porque es el resultado de una codificación intensa (eso es, más construcción, planificación, diseño, fabricación, manipulación de lo que habitualmente requieren las lenguas estándares). Las lenguas construidas zonales son, según el interlingüista Detlev Blanke, lenguas construidas que "surgen escogiendo o mezclando elementos lingüísticos en un grupo lingüístico", es decir, elementos de una misma familia lingüística, por ejemplo la eslava o la germánica.
Se han ido desarrollando múltiples lenguas panrománicas por parte de diferentes individuos o grupos en diferentes épocas (desde al menos el siglo XIX) y lugares (Brasil, Canadá, Dinamarca, Italia, Noruega, Portugal, España, Suiza, etc.). Son tan parecidas entre sí que han sido consideradas variaciones de un mismo idioma: 'dialectos' es como Campos Lima, uno de los desarrolladores, se refiere a varios proyectos de su época. Este autor también muestra que los desarrolladores de lenguas panrománicas generalmente son conscientes unos de otros, están en contacto e incluso colaboran entre sí, lo cual es otro signo de unidad.
Las lenguas panrománicas son paralelas a las lenguas paneslavas y las lenguas pangermánicas.

## Usos y beneficios
Una lengua panrománica normalmente está destinada a la comunicación entre hablantes de lenguas romances, es decir, a servir de lengua auxiliar internacional para el mundo latino. Su vocabulario y su gramática se codifican de tal manera que ayuden a un grado mayor de comunicación para los hablantes de lenguas romances. Por ejemplo, se eligen, preferiblemente, palabras que tengan cognados en muchas lenguas romances con un significado igual o semejante. Como resultado, y gracias a la intercomprensión, es potencialmente comprensible para una audiencia de hasta 800 millones de hablantes de lenguas romances. Además, puede complementar la intercomprensión romance en situaciones en las que esta estrategia comunicativa no es tan eficaz, por ejemplo, entre hablantes de francés y rumano.
Una lengua panrománica puede estar destinada, en algunos proyectos (especialmente más antiguos), a convertirse en una lengua auxiliar internacional global, en sustitución del inglés, que era también el objetivo del esperanto y el interlingua (IALA). En este caso, la razón de su base latina/romance es que el léxico internacional (es decir, las palabras que son comunes a los idiomas más influyentes a nivel internacional, muchos de los cuales son europeos) es principalmente de origen latino y, en opinión de los desarrolladores de estas lenguas panrománicas, la manera más natural y coherente para usar el vocabulario internacional es la utilizada por las lenguas romances, que evolucionaron del latín y, además, son habladas por millones de personas en varios continentes.
Una lengua panrománica incluso puede estar destinada, en ciertos proyectos, a servir de lengua artística, a ser un medio de expresión artística en poesía, música, etc.; a formar parte de un mundo de fantasía en novelas, películas, etc.; o sencillamente a satisfacer el deseo creativo.
Además, los desarrolladores de lenguas panrománicas sugieren otros usos y beneficios: la lengua puede beneficiarse de aportaciones de las diversas variedades romances, que la mejoran y enriquecen (con regularizaciones, medios expresivos, etc.); puede ser un refugio para hablantes de lenguas romances que están desapareciendo, como el occitano o el sardo; puede ser efectiva como paso intermedio en la traducción automática entre lenguas romances; se puede usar como puente hacia las lenguas romances (actuales y antiguas) y el latín; y puede ser práctica para hablantes extranjeros como una introducción al romance en su conjunto.

## Antecedentes

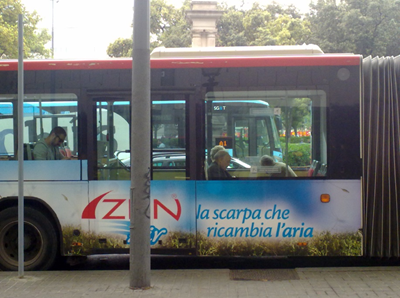
Anuncio de zapatos en italiano en un autobús en Barcelona (2011).

Los descendientes del latín, las lenguas romances, han desarrollado diferencias importantes, pero comparten tantos rasgos que los lingüistas romances Michael Metzeltin las han considerado una unidad (un "tipo"). Explica la cohesión de la familia por su herencia compartida del latín vulgar, el uso y la influencia del latín estándar hasta hace poco y los intercambios constantes entre los pueblos neolatinos.
La familia de lenguas en su conjunto puede denominarse 'romance', y todavía funciona como una sola lengua o macrolengua en algunas situaciones actuales, donde ocurre la intercomprensión o acomodación (asimilación parcial). Por ejemplo, algunos anuncios (o partes de ellos) se publican en lenguas romances extranjeras. Y las variedades mezcladas como el Portuñol o el Frañol surgen de forma espontánea para comunicarse con hablantes de otras lenguas romances, por ejemplo, mientras visitan su país. Todo esto demuestra que la comunicación oral y escrita entre los hablantes de romance es todavía una realidad y que, hasta cierto punto, son una comunidad lingüística.
Una manifestación de la estrecha relación entre los hablantes romances es el flujo migratorio entre países latinos: los rumanos, por ejemplo, emigran más a países romanófonos como Italia o España. Y los países neolatinos crearon en 1954 la Unión Latina, una organización internacional de naciones que usa lenguas Románicas, que funcionó hasta 2012.
A pesar de estos estrechos vínculos, puesto que el francés ha sido desplazado como una lengua auxiliar internacional por el inglés, la cual es una lengua germánica, el mundo latino carece de un modelo de lengua nativo común.

### La idea de una lengua panrománica desde la Edad Media
El latín estándar, que precedió al francés como lengua auxiliar internacional, ha sufrido una modernización léxica hasta el día de hoy pero se basa en el latín clásico, la etapa lingüística de la República romana tardía hasta el Imperio Romano medio (75 a. C. al siglo III d. C.). La idea de sustituirla por una lengua estándar romance común se remonta a Dante Alighieri (c. 1265-1321), quien en su ensayo De vulgari eloquentia aborda el problema de identificar una lengua vernácula (es decir, no el latín) que podría ser adecuado para fines literarios. Comienza compilando un mapa de las lenguas que conoce, dividiendo el territorio europeo en tres partes: una al este, con el griego; uno al norte, con el germánico (que creía que incluía el húngaro y el eslavo); uno al sur, con el romance . Elige el romance, por ser su lengua, y luego realiza su búsqueda distinguiendo en el romance tres lenguas menores, que identifica por su palabra para 'sí': la lengua del oc, la lengua del oïl y la lengua del sì. Elige la última variedad, argumentando que es más similar al latín, la lengua literaria del momento, y tiene más poetas y escritores. Luego evalúa las muchas variedades italianas en las que subdivide la lengua del sì, pero no considera ninguna variedad adecuada. Dante llega a la conclusión de que la lengua vernácula ilustre (volgare illustre) que busca aún debe desarrollarse, combinando elementos de las variedades italianas distintas.
Después de Dante, otras personas han concebido independientemente la idea de una lengua estándar romance común o incluso una lengua panrománica, y no sólo los desarrolladores de los proyectos más recientes. Por ejemplo, una estudiosa de lenguas romances, Rebecca Posner (Universidad de Oxford), declaró que "no es imposible concebir una interlengua románica" y el interlingüista Detlev Blanke (Universidad Humboldt de Berlín) habló de un "Hochromanisch" (en referencia a Hochdeutsch, la variedad estándar del alemán).

## Lenguas panrománicas en los siglosXIXyXX

### Lingua Romana
El Lingua Romana es una lengua artística que el poeta alemán Stefan George (1868-1933) utilizó en algunos de sus trabajos. Empezó a usar el Lingua Romana, una lengua romance mezclada, a una edad temprana, en 1889. Es su propia creación artística, que es el más cercano al español pero con elementos del italiano y el latín (vulgar). Las combinaciones se basan en su efecto de sonido en los poemas, según Radaelli. George explica el Lingua Romana con estas palabras (en español): “La idea que desde mi juventud me atormenta [...][es] concebir yo mismo una lengua literaria para mis propios fines a partir de material claro, románico, de similar sonoridad así como fácilmente comprensible.” Algunos de sus poemas en Lingua Romana son La Rosa Galba y Paz, los cuales tradujo al alemán más tarde.
Se codificó el Lingua Romana más tarde y se propuso para la comunicación panrománica en 1991 (véase Romano).

#### Texto de ejemplo en Lingua Romana
Se ha facto la sera tranquila,
Jo son en mea cámera inturbato,
Ahora haberia tempo pro curarme de toto.
Ma sto magnetizato
Dirigendo los oclos verso la lampa
Reflectata indistinctamente
En el obscuro speculo de la nocte.
No volo plus pensar, no poto.
Voleria sólamente clinar los genos,
Nil pensar, apauco precar.

### Neolatino (Ørberg)
El neolatino es una lengua construida zonal romance destinado a ser usado como lengua auxiliar internacional global. Lo empezó a desarrollar el latinista danés Hans Henning Ørberg (1920-2010), conocido por su método para aprender latín, Lingua Latina per se Illustrata, publicado por primera vez en 1955. Toda la información disponible sobre este primer neolatino es ofrecida por el desarrollador de otra lengua panrománica, Campos Lima, quien lo menciona y publica en una carta que Ørberg le había enviado en 1941. En esta carta, Ørberg explica que había comenzado a trabajar en una nueva lengua internacional, a la que llamó Neolatino, basada únicamente en las lenguas romances y sin elementos artificiales. Según Campos Lima, tenía concordancia nominal en género y número e inflexión personal verbal, con más irregularidades que la propia lengua panrománica 'internacional' de Campos Lima (véase más adelante); pero Ørberg no publicó su proyecto y en 1947 lo abandonó a favor de un idioma más simplificado y regularizado.

### Neolatino (Schild)

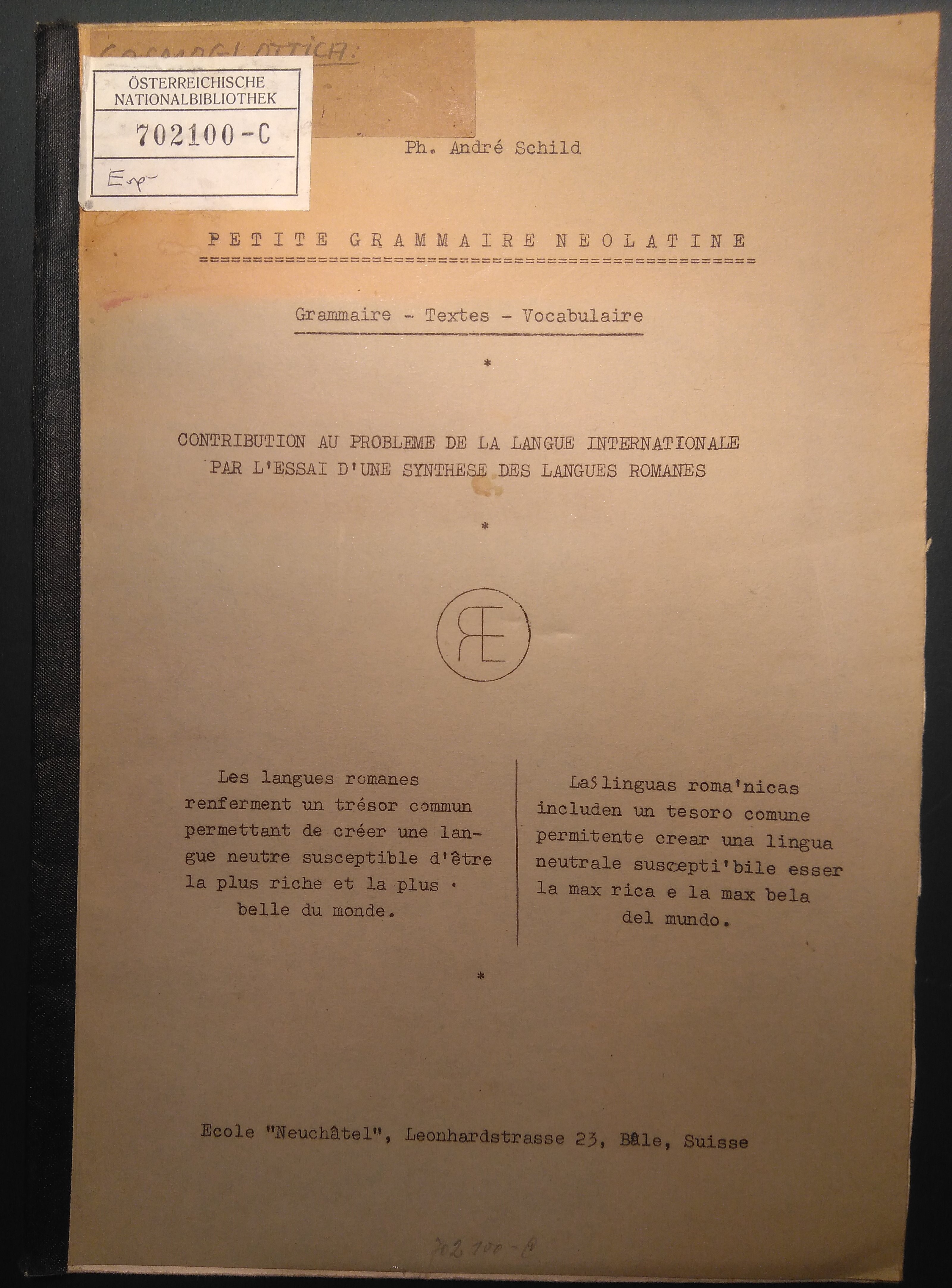
Petite Grammaire Neolatine, por Schild (1947), portada.

El neolatino    es una lengua construida zonal romance propuesta para ser usada como lengua auxiliar internacional global. Este neolatino lo desarrolló el lingüista francófono suizo André Schild (1910-1981), que lo presentó en Petite Grammaire Neolatine,  publicada en enero de 1947. La primera obra incluye una gramática, vocabulario y textos de muestra. Se fundó un grupo internacional de simpatizantes poco después, que publicó en neolatino un boletín con textos de varios autores (Buletino del Grupo Internacionale Neolatinista de Correspondentes ) desde mayo de 1947 hasta, al menos, febrero de 1949 (18 números). Posteriormente en 1947, Schild publicó un diccionario ampliado en Vocabulario Neolatino: Francese-Italiano-Hispano.  En 1948, un grupo mejoró y desarrolló aún más el idioma: Comitato Linguístico Neolatino, con Schild como su presidente. El cuento de RL Stevenson Will o 'the mill: The plain and the stars fue traducido al neolatino por H. Littlewood como Gulielmo del molino: La planura e las stelas.

#### Texto de ejemplo en neolatino (Schild)
Lo NEOLATINO (NL) ha sito creato dal Suisso francese André Schild, pos vinte annos de studios interlinguísticos, secondo lo principio de la naturalitate integrale combinata con lo máximum de regularitate. Ilo usa ex lo latino solo to qui es ancora vivente e possede la gramática comune a los idiomas neolatinos. Sua base románica le confere l'uniformitate e l'unitate que besonia. In ultra, include un vocabulario internacionale comprensíbile ad omni Europeo ed a chascún non-Europeo de media cultural europea. Seligendo solamente la materia vivente, se pote, mediante alcunas excepciones in la conjugacione, obtener un sistema perfectamente naturale. Lo NL, aplicando exclusivamente régulas naturales, es superiore a los altros sitemas [Esperanto, Ido, Latino-sine, Occidental, etc.] cujos máximos defectos son contenitos in los principios. Existerán sempre alcunas formas dutosas, ma estas non poten poner lo sistema in perículo si non apartienen a suo fundamento.

### Internacional

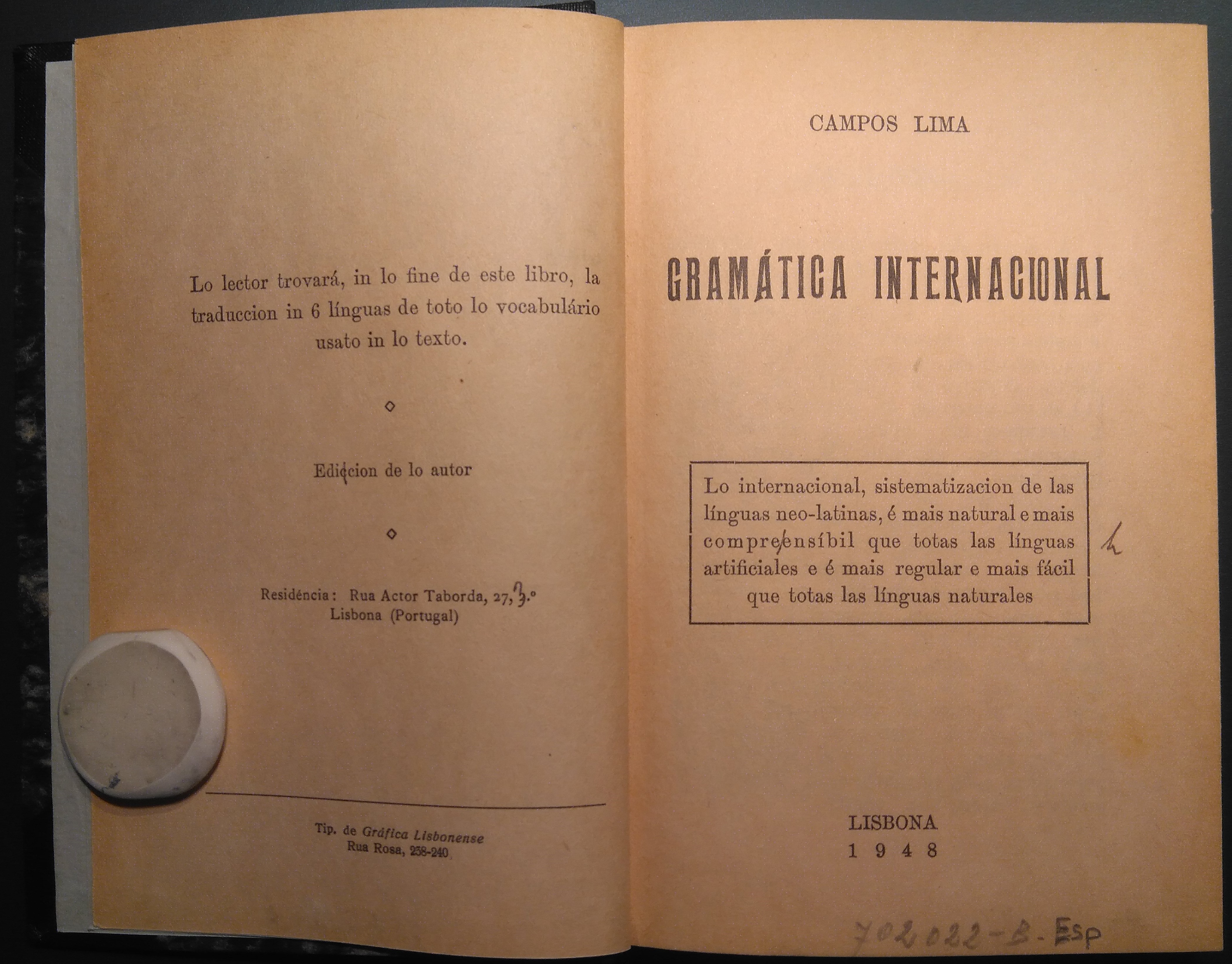
Gramatica Internacional, por Campos Lima (1948), páginas 2-3.

Internacional (o 'lingua internacional')    es una lengua románica zonal construida propuesta para ser utilizada como lengua auxiliar internacional global. Esta lengua la desarrolló el abogado portugués  João Evangelista Campos Lima (1887-1956  ), que lo presentó en Gramática internacional, publicado en 1948.

#### Texto de ejemplo en Internacional
La prima qualitate que debe haber lo interncional è, evidentemente, la internacionalitate. Dunque, deben esser seleccionatos de preferéncia vocábulos autónomos internacionales o aqueles que donan, con perfecta regularitate, vários derivatos internacionales.
Ma, perque quási totos los vocábulos internacionales son latinos, una altra qualitate è inherente a la major parte de los étimos a seleccionar: la latinitate. Lo internacional è, dunque, constituito, in sua major parte, per vocábulos latinos o de orígine latina.
Sine dúbita que una língua, mesmo seleccionata, non pot esser formata solo per vocábulos latinos e internacionales. Ha que se recurrer anque a altros vocábulos, que poten non esser latinos ni internacionales ma que son necessários pro facer la ligacion con los altros vocábulos in las frases. La condicion principal que se exige in esses vocábulos è: la naturalitate. Tamen, esses vocábulos non latinos deben esser seleccionatos de preferéncia de las línguas neo-latinas. Per que? Per una altra qualitate que una lingua debe haber: la homogeneitate.

### Romano
El Romano es el resultado de la codificación de Lingua Romana de Stefan George, es una lengua artística romance que el poeta alemán usó en parte de sus obras líricas (véase arriba). Esta codificación está conocida a través de Grammatica de la lingua Romana de Stefan George (1991), un manuscrito anónimo conservado en el Sammlung für Plansprachen en Viena. Se propone que el romano se utilice como lengua auxiliar internacional regional para el mundo latino.

#### Texto de ejemplo en Romano
Stefan George (1868-1933), poeta de dimensión Europea no se conformaba con su idioma materno, el alemán. Su aspiración poética visaba una universalitat de expresión humana qui ja de séc(u)los existaba como bene spiritual de multos pópulos: el Romano. Esta base lingüística era pro él medio poético e(d) un instrumento de arte. Por este facto George nos vocaba en nostra memoria la herencia latente, sepultata en una evolución de séculos. Potemos traherla a la luz del di – no a manera de romanistas scientíficos, pero ma(gi)s en la actitúdine de artistas del renascimento, pro los cuales objectos arqueológicos fueron inspiración viva pro novas op(e)ras de arte.
Pro eso el Romano de la Rosa Galba no es un novo Esperanto. En el Esperanto el mundo ha un perfecto idioma auxiliar de formato universal. La Rosa Galba es regional e medio de expresión de una cultura qui no pretenda esser melior que altras.
Varios intentos han stato factos pro reconstituir este idioma común, multas vices con intención misionária. Seamos magis modestos:
El Romano no pote „salvar el mundo“. Pero es el ligamen de una comunitate aperta, en la cual poten prender parte totos los qui lo volan.Si el Romano será veramente una lingua aplicata en la práctica decide el futuro. [...]
Come hemos dicto, el Romano es un idioma libre. Comencemos purtropo fixando alcunas regulas generales pro obtener una evolución equilibrata, qui condusca a una relativa unitate linguística, fomentata en el futuro tanbene de una specie de academia.

## Las lenguas románicas en elsigloXXI

### Interlingua Romanica
Interlingua Romanica (o simplemente 'Romanica') es una lengua construida zonal románica propuesta para usarse como lengua auxiliar internacional regional para el mundo latino. Es una versión reformada del interlingua, y la desarrollaron en 2001 el interlingüista canadiense de habla inglesa Richard Sorfleet y un profesor vasca de habla hispana y vasca, Josu Lavin. Lo presentaron en Internet ese mismo año en el Día de la Latinidad (el 15 de mayo, celebración establecida por la Unión Latina).

El sitio antiguo de GeoCities sobre Interlingua Romanica, fragmento de la página principal capturó en 2009.

La gramática del interlingua original fue presentada por Gode y Blair en 1951 como "Un Sistema Gramatical Propuesto para la Lengua Internacional" pero desde entonces se ha usado generalmente por la comunidad interlingüística. Cincuenta años más tarde, Sorfleet y Lavin propusieron para el interlingua una nueva gramática, la cual incorpora algunas características románicas típicas que faltan en el interlingua tradicional: el acuerdo nominal, la inflexión personal verbal, etc. Como resultado, el Interlingua Romanica comparte un vocabulario con el interlingua (con modificaciones menores), pero propone una gramática más románica. Esta versión románica de la gramática no pretende reemplazar su predecessor anterior, sino se considera una variante que los hablantes romances pueden utilizar si consideran la versión tradicional demasiado poco natural. Según los desarrolladores, puede aumentar el interés de los hablantes romances en el interlingua y no debería ser un obstáculo para alguien que ya sabe interlingua con su gramática tradicional.
El Interlingua Romanica fue abandonado por sus creadores y defensores, el último, Lavin, en 2008, pero todavía tiene una comunidad pequeña de usuarios y sigue atrayendo el interés de nuevas personas, a menudo a través del interlingua. Un grupo de Facebook con 175 miembros (octubre 2019) y varias páginas de internet están dedicadas a Interlingua Romanica.
Ha habido otras propuestas para reformar el interlingua. Una de las más antiguas fue Latino Moderne por David Th. Stark (1996), la cual incluye la inflexión personal verbal pero no el acuerdo nominal. Otro proyecto es Latino Moderne por Alexandre Rousset (2001), el cual no modifica la gramática del interlingua, pero sí su vocabulario. Ambos proyectos o propuestas no consiguieron crear una comunidad. En cualquier caso, a diferencia del Interlingua Romanica, estos dos proyectos no pueden ser considerados panrománicos, puesto que carecen de algunas características gramaticales típicas de las lenguas romances.

#### Texto de ejemplo en Interlingua Romanica
Interlingua et Interlingua Romanica son duos usages grammaticales differentes et complementarios de la mesma lingua. Los dictionarios, dunque, son identicos.Versión en interlingua:

Interlingua e Interlingua Romanica es duo usages grammatical differente e complementari del mesme lingua. Le dictionarios, dunque, es identic.

### Romance Neolatino

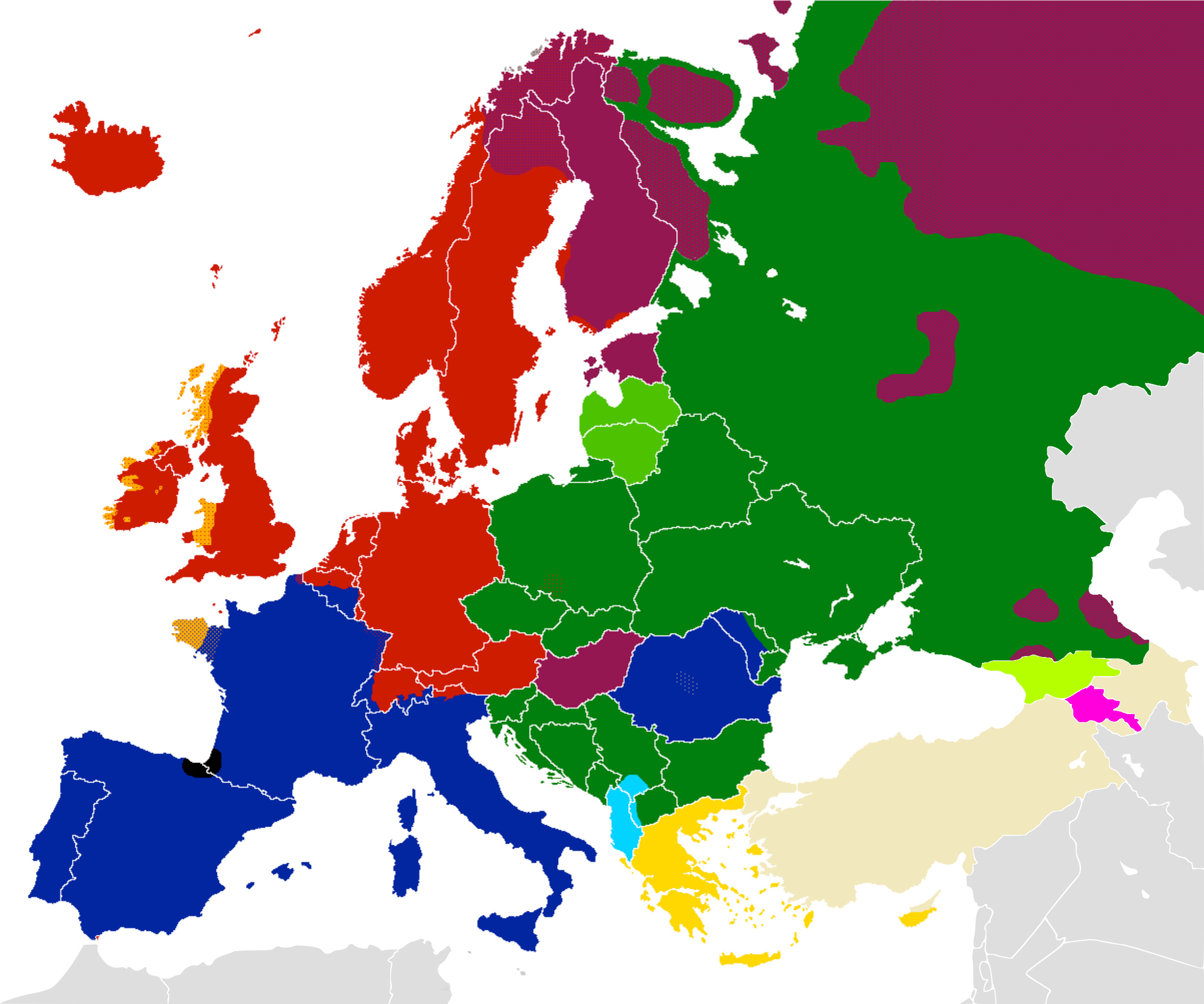
Familias de lenguas en Europa.

El Romance neolatino (o sencillamente 'Neolatino') es una lengua panrománica propuesta como lengua estándar para el mundo latino en su conjunto, para ayudar a la comunicación entre hablantes de lenguas romances, complementando (no sustituyendo) los estándares que existen localmente (portugués, español, etc.). Además de su función deseada en el mundo latino, se propone el romance neolatino para construir una política lingüística alternativa para Europa en combinación con las interlenguas para otras familias de lenguas (como el interslavo).
Esta lengua estándar fue iniciada en 2006 por el estudioso de lenguas romances Jordi Cassany Bates y fue desarrollada posteriormente por una primera pequeña comunidad, un proyecto internacional e interdisciplinario llamado Vía Neolatina, que reúne lingüistas y otros profesionales de países latinos diferentes. En 2019 se publicó una gramática básica y un diccionario: Grammatica Essentiale Neolatina y Dictionario Essentiale Neolatino, los cuales reforman algunos aspectos de un modelo preliminar publicado en 2012. Un primer grupo de estudiantes empezó a aprender el idioma a través de un grupo de Facebook, que llegó a tener más de 700 seguidores en enero de 2021, y se fueron creando después otras páginas web dedicadas al romance neolatino, incluyendo dos blogs: Mondo Neolatino, por Cassany, y Lo espàzio, por Martín Rincón Botero. Estos dos autores también usaron el idioma oralmente por primera vez en una presentación del proyecto por Cassany en la Universidad de Hamburgo (2017). El proyecto también fue presentado en la Universidad de Barcelona (2011), en la Universidad de Kiel (2017) y en la primera Conferencia en La Lengua Interslava (2017, en Staré Město, Chequia).

#### Principios de diseño
Los lingüistas de Vía Neolatina tienen la intención de diseñar o codificar un estándar panrománico de una manera científica, y para hacerlo prestan atención especial a sus principios de diseño (incluyendo los valores, los objetivos, la metodología, etc.). Los principios de diseño desarrollados por Vía Neolatina están basados en las contribuciones teóricas de la lingüística aplicada; codificaciones para lenguas romances particulares (el romanche de los Grisones, el occitano, el catalán, el gallego, etc.) las cuales los expertos han diseñado; otras interlenguas, para el romance y otras familias (como el interslavo); y la experiencia de sus miembros con el neolatino.
La metodología desarrollada tiene en cuenta varios criterios para la selección de formas. Cada uno de los criterios es una calidad positiva de lenguas estándares en general: las formas deberían ser inteligibles idealmente, usadas por la mayoría, extensivas, regulares, tradicionales, concisas, etc. Suman más de 20 criterios lingüísticos y extralingüísticos, todos tratados por igual en la versión actual de la metodología. Cuando ninguna forma es claramente positiva de más maneras que otras formas, la metodología proporciona los codificadores con algunos recursos: la composicionalidad (inclusión de elementos de variedades diferentes), polimorfismo (inclusión de las opciones de las cuales el usuario pueden escoger), la centralidad (la priorization de formas de variedades geográficamente centrales), la innovación (creación de neologismos y nuevas analogías, pero estrictamente evitando artificiosidad), etc. Todo esto se hace con la intención de desarrollar un modelo lingüístico que es más fácilmente aceptable para los usuarios potenciales y más eficaz para la comunicación.

#### Texto de muestra en Románico Neolatino
Por facilitare et altrosí dignificare la communicatione inter- et panlatina actuale, lo projècto Vía Neolatina ha recuperato et actualizzato lo latino, orígine de las lenguas neolatinas aut romànicas et traditionale stàndarde commune. Lo modèllo de lengua que presènta cui èst una síntese de la variatione romànica que pròva de essere representativa de lo ensèmole; una varietate nòva et commune mais en lo mesmo tèmpo naturale et plurale que permette ad lo usuario communicare-se en toto lo Mondo Latino adaptando-la ad los soos interèsses et necessitates. Èst útile tanto ad latinos quanto ad non latinos que necessitan una pòrta de ingrèsso centrale ad lo romance, uno pònte vèrso divèrsos romances particulares.

### Latino Interrománico
El Latino Interrománico es una lengua construida zonal románica propuesta para usarse como lengua auxiliar internacional regional para el mundo latino. La propuso por primera vez en 2017 el programador europeo (alemán-rumano) Raymund Zacharias, que publicó un esbozo del idioma en un sitio web dedicado al proyecto. Zacharias tuvo la intención de que el interrománico fuese utilizado como puente a las lenguas romances, es decir, como estrategia o recurso didáctico, pero también como herramienta de comunicación. Para lograr esto e imitar los mapeos de las formas y significados para las palabras y las partes de una palabra como se encuentran en las lenguas romances, se rastrea sus etimologías a raíces comunes (más a menudo el latín, pero también el griego y otros). Luego, estas formas de base por defecto sólo reciben unos cambios mínimos para que tengan coherencia con la gramática y la ortografía del interromance. Para producir un texto o el habla que sea lo más comprensible universalmente posible, las palabras y partes de la palabra se comprueban para que tengan la mayor cantidad posible de cognados dentro de los diversos grupos de lenguas romances. Desde 2019, el interrománico ha recibido otra definición en Grammatica dello Latino Interromanico por el brasileño Thiago Sanctus, que tiene la intención de que sea utilizado como referencia más completa para adquirir conocimientos sobre el idioma.
En 2019 se creó un grupo de Facebook y un grupo de WhatsApp dedicados al uso y difusión del latino interrománico.

#### Texto de ejemplo en Latino Interrománico
Lo scopo dello Latino Interromanico est essere una lingua lexicalmente similare allo latino et modellata nellos parametros della grammatica intri[n]seca dellas linguas romanicas et servire de lingua auxiliare intercommunicativa dellos populos parlantes de linguas romanicas modernas. Lo Latino Interromanico non pretendet essere un proto-romanico ma se le assimiliat dando una notione basica de como erat nello passato, credemus que est una lingua semi-reconstructa usando totalmente un lexico latino (que est compartito cum las linguas romanicas nativas et las linguas romanicas auxiliares constructas) et totas las desinentias possibiles dello mundo latino-romanico, lo lexico tambene est completato cum un minimo de parolas de creationes romanicas pro suplere alicunas lacunas pro facilitare la intercommunicatione assic como exiget la linguage moderna.

## Relación con otras lenguas de base romance
Las lenguas románicas y otras lenguas de base romance pueden ser parecidas. Estas últimas son lenguas a posteriori mayoritariamente construidas que se asemejan al romance, principalmente a causa de su léxico, pero les faltan algunas características romances, generalmente gramaticales y típicas, que sí incluyen las lenguas romances. Por ejemplo, el sabir no se consideraría una lengua construida, sino un pidgin.

### Lenguas construidas parcialmente con base romance
Hay muchas lenguas construidas a posteriori que integran elementos de familias lingüísticas diferentes, típicamente europeas, pero tienen una base muy romance o incluso latina, porque se basan en vocabulario internacional, es decir, palabras que son comunes a las lenguas europeas de mayor influencia internacional. Este vocabulario es principalmente de origen latino debido a la influencia centenaria de este idioma sobre los idiomas europeos .
Se han llamado lenguas construidas latinidas por Blanke, e incluyen el esperanto, ido, interlingue, interlingua, romániço, etc. Algunas son esquemáticas, otras son lenguas construidas naturalistas. Las lenguas naturalistas latinidas, debido a su proximidad a las lenguas romances, han sido llamadas lenguas neolatinidas por Carlevaro.
El interlingua es la lengua naturalista más notable del grupo. Los lingüistas en la Asociación de Lengua Auxiliar Internacional que desarrolló el idioma desde 1937 a 1951 lo basó en vocabulario internacional y, como resultado, tiene un aspecto muy latino o incluso romance. Sin embargo, la gramática del interlingua carece de algunas características romances importantes, porque pretende ser una lengua auxiliar internacional global, sus autores (Alexander Gode y Hugh Blair) evitó lo que consideraron complicaciones romances innecesarias que serían difícil de aprender (o entender) por no hablantes de las lenguas romances. Así, desarrollaron un sistema gramatical sencillo inspirado en el inglés (una lengua germánica) que no es representativa del romance. Carece de, por ejemplo, la concordancia gramatical o la inflexión personal verbal, que es un rasgo común de las lenguas romances principales (portugueses, español, catalán, francés, italiano, rumano, etc.).
De igual modo, se describió el interlingue (conocido como Occidental hasta 1949) por su desarrollador Edgar de Wahl como "no una lengua romance sino una lengua latinesca", porque a pesar de su vocabulario -que le da "una gran similitud con las lenguas romances"- su gramática (y principalmente su sintaxis) es "en absoluto no romance", sino basado en otras lenguas europeas. Como resultado, el occidental es "mucho más europeo, más anglo-germánico-eslavo por espíritu".
No hay una frontera clara entre las lenguas panrománicas y algunas de estas lenguas construidas de base romance. Por ejemplo, el neolatino de Schild (véase arriba), concebido como un idioma auxiliar internacional global, incluye la preposición pri basada en el griego, que el desarrollador consideró práctico para evitar confusiones. Sin embargo, la lengua se puede considerar, según Schild, una síntesis de las lenguas romances aunque esta consideración no sea completamente adecuada. Se ha presentado anteriormente entre las lenguas panrománicas, también porque Campos Lima lo consideró un dialecto de su propio proyecto panrománica.
Otro proyecto que se encuentra en la frontera es el Interlingua Romanica (véase arriba), puesto que es una reforma del interlingua, que se basa en no sólo las lenguas romances (el portugués, el español, el francés y el italiano) sino también el inglés y, en un grado inferior, el alemán y el ruso.

### Lenguas construidas de base romance
Hay algunas lenguas construidas a posteriori que no integran elementos de familias de lenguas distintas del romance, pero todavía no son representativas del romance en su conjunto. Esta diferencia surge porque, por ejemplo, también se basan en lenguas criollas romances, o sus desarrolladores han simplificado o modificado fuertemente de otras formas la base romance. Entre estas lenguas se puede incluir el Romanid, la Lingua Franca Nova, el Panlatino, propuesto por William Angel de Mello y el Romanova, entre otras.
La Lingua Franca Nova, creada por C. George Boeree (1998), basa su léxico en cinco lenguas romances principales (el portugués, el español, el catalán, el francés y el italiano) y su gramática sencilla en lenguas criollas romances. Según el sitio principal del proyecto, "está diseñado para parecer relativamente “natural” a los que están familiarizados con las lenguas romances, sin ser más difícil de aprender para los demás."
No hay una frontera clara entre las lenguas panrománicas y algunas de estas otras lenguas construidas de base romance. Por ejemplo, el Romanova carece de inflexion personal verbal, pero el acuerdo nominal es opcional. Como resultado, puede parecer una lengua panrománica cuando el tema de las frases está en tercera persona.
Por otro lado, la Lingua Romana de George tiene elementos del italiano y el latín (vulgar), pero es el más cercano al español, así que no es tan representativo del romance en su conjunto. Sin embargo, no es una versión sencilla del español. Otros desarrolladores panrománicos consideraron el proyecto como cercano y George como antepasado, por eso presentaron este proyecto entre las lenguas panrománicas.

#### Texto de ejemplo en Lingua Franca Nova
Lingua franca nova (cortida a lfn, cual es comun pronunsiada como "elefen") es un lingua aidante internasional creada par Dr C. George Boeree e perfetida par multe suportores de la lingua. La vocabulo de elefen es fundida en franses, italian, portuges, espaniol e catalan. La gramatica es multe reduida e simil a la creoles romanica. La lingua es fonetical speleda, con 22 leteras de la alfabeta latina o la alfabeta cirilica.

#### Texto de ejemplo en Romanova
Bono di'a, i benvenido al Projeto Romanova! Si tu pode leser esto tecsto, donse la lingua nova ce nus clama Romanova sta funsionando multo bien! Nus ave produsido esta lingua con la speransa ce todos los parladores de las linguas roma'nicas modernas podera' comunicar eficasemente entre se. La lingua nova consiste de tres mil vocablos, mas o menos, i elo fu formado di vocablos prendidos di todas las cuatro linguas roma'nicas maiores: el espaniese, el fransiese, el italiese, i el portugalese.

### Lenguas construidas a partir del latín
Las lenguas construidas de base romane pueden ser también difíciles de distinguir de las lenguas construidas directamente a partir del latín, como el Latino sine flexione. Hay muchas propuestas, típicamente deseadas como lenguas auxiliares internacionales. Un proyecto inicial era Weltsprache, por Un. Volk ed R. Fuchs (1883).
Un proyecto que se encuentra en la frontera es el Latino Interromanico (véase arriba), que se presenta como "lengua latina-romance".

#### Texto de ejemplo en Latino sine flexione
''Latino es lingua internationale in occidente de Europa ab tempore de imperio romano, per toto medio aevo, et in scientia usque ultimo seculo. Seculo vigesimo es primo que non habe lingua commune. Hodie quasi omne auctore scribe in proprio lingua nationale, id es in plure lingua neo-latino, in plure germanico, in plure slavo, in nipponico et alio. Tale multitudine de linguas in labores de interesse commune ad toto humanitate constitute magno obstaculo ad progressu.''